# マイリン・ヴェンデ
マイリン・ヴェンデ（ドイツ語: Maylin Wende, 1988年9月22日 - ）は、ドイツ出身の女性元フィギュアスケート選手（ペア）。パートナーは夫でもあるダニエル・ヴェンデなど。旧姓での登録名はマイリン・ハウシュ（Maylin Hausch）。
2010年バンクーバーオリンピック、2014年ソチオリンピックドイツ代表。2009年オンドレイネペラメモリアル優勝。

## 経歴
1992年にスケートを始めた。2006年まではシングルの選手として試合に出ており、ドイツ選手権のジュニアクラスとノービスクラスで4位になったことがある。
2008年9月にダニエル・ヴェンデとペアを結成。結成したシーズンからずっとヨーロッパ選手権と世界選手権に出場している。2010年エリック・ボンパール杯ではグランプリシリーズで初めてメダルを獲得。
2011-2012シーズン、スケートアメリカでは8位。その後、腱炎の影響でロステレコム杯は出場を見送った。ヨーロッパ選手権ではフリーの前の公式練習で、フランスペアを避けるためにマリ・ヴァルトマンと激しく接触したものの出場し、7位で試合を終えた。
2012-2013シーズン、義父の死とヴェンデの父の病気によって準備ができなかったためにロステレコム杯の出場を辞退した。12月の初旬にヴェンデが椎間板ヘルニアを発症したためにドイツ選手権、ヨーロッパ選手権の出場も辞退。1度も試合に出場しないまま、シーズンを終えた。
2013年6月6日婚姻届を提出、6月8日に挙式をし結婚。登録名をハウシュからヴェンデに変更した。
2014-2015シーズン、グランプリシリーズにエントリーしていたがダニエルの怪我のために出場を辞退。その後、ダニエルの怪我を理由に競技からの引退を発表した。

## 主な戦績
| 大会/年            | 2008-09 | 2009-10 | 2010-11 | 2011-12 | 2013-14 |
| ------------------ | ------- | ------- | ------- | ------- | ------- |
| 冬季オリンピック   |         | 17      |         |         | 13      |
| 世界選手権         | 15      | 14      | 12      | 13      | 13      |
| 欧州選手権         | 8       | 9       | 6       | 7       | 6       |
| ドイツ選手権       | 2       | 1       |         | 1       | 2       |
| GPスケートアメリカ |         |         |         | 8       |         |
| GP NHK杯           |         |         | 7       |         |         |
| GPエリック杯       |         |         | 3       |         |         |
| NRW杯              |         |         |         |         | 2       |
| アイスチャレンジ   |         | 4       | 1       |         | 2       |
| メラーノ杯         |         |         |         |         | 2       |
| ニース杯           |         |         |         |         | 3       |
| ネーベルホルン杯   |         | 7       | 5       | 4       | 2       |
| ババリアンオープン |         |         | 1       | 1       |         |
| ネペラ記念         |         | 1       |         |         |         |

### 詳細
| 2013-2014 シーズン    |                                                        |          |           |           |
| 開催日                | 大会名                                                 | SP       | FS        | 結果      |
| 2014年3月24日 - 30日  | 2014年世界フィギュアスケート選手権（さいたま）         | 13 58.19 | 13 101.23 | 13 159.42 |
| 2014年2月6日 - 22日   | ソチオリンピック（ソチ）                               | 12 59.25 | 13 107.00 | 13 166.25 |
| 2014年2月6日 - 22日   | ソチオリンピック 団体戦（ソチ）                        | 6 60.82  | -         | 8 団体    |
| 2014年1月13日 - 19日  | 2014年ヨーロッパフィギュアスケート選手権（ブダペスト） | 8 55.19  | 6 113.13  | 6 168.32  |
| 2013年12月13日 - 15日 | ドイツフィギュアスケート選手権（ベルリン）             | 3 59.96  | 2 112.46  | 2 172.42  |
| 2013年12月3日 - 8日   | 2013年NRW杯（ドルトムント）                            | 3 58.23  | 2 109.58  | 2 167.81  |
| 2013年11月19日 - 24日 | 2013年アイスチャレンジ（グラーツ）                     | 1 59.84  | 3 101.08  | 2 160.92  |
| 2013年11月14日 - 17日 | 2013年メラーノ杯（メラーノ）                           | 2 55.86  | 2 107.05  | 2 162.91  |
| 2013年10月23日 - 27日 | 2013年ニース杯（ニース）                               | 6 45.14  | 1 107.95  | 3 153.09  |
| 2013年9月25日 - 28日  | 2013年ネーベルホルン杯（オーベルストドルフ）           | 2 61.00  | 2 113.88  | 2 174.88  |

| 2011-2012 シーズン     |                                                            |          |          |           |
| 開催日                 | 大会名                                                     | SP       | FS       | 結果      |
| 2012年3月26日 - 4月1日 | 2012年世界フィギュアスケート選手権（ニース）               | 15 48.48 | 13 97.32 | 13 145.80 |
| 2012年2月2日 - 5日     | 2012年ババリアンオープン（オーベルストドルフ）             | 1 56.77  | 1 107.04 | 1 163.81  |
| 2012年1月23日 - 29日   | 2012年ヨーロッパフィギュアスケート選手権（シェフィールド） | 5 54.03  | 7 94.79  | 7 148.82  |
| 2012年1月6日 - 7日     | ドイツフィギュアスケート選手権（オーベルストドルフ）       | 1 55.56  | 1 102.26 | 1 157.82  |
| 2011年10月21日 - 23日  | ISUグランプリシリーズ スケートアメリカ（オンタリオ）       | 8 48.94  | 7 92.60  | 8 141.54  |
| 2011年9月22日 - 24日   | 2011年ネーベルホルン杯（オーベルストドルフ）               | 3 53.40  | 3 105.90 | 4 159.30  |

| 2010-2011 シーズン     |                                                      |          |          |           |
| 開催日                 | 大会名                                               | SP       | FS       | 結果      |
| 2011年4月24日 - 5月1日 | 2011年世界フィギュアスケート選手権（モスクワ）       | 12 53.90 | 12 95.75 | 12 149.65 |
| 2011年2月9日 - 13日    | 2011年ババリアンオープン（オーベルストドルフ）       | 1 57.75  | 1 102.46 | 1 160.21  |
| 2011年1月24日 - 30日   | 2011年ヨーロッパフィギュアスケート選手権（ベルン）   | 6 53.86  | 6 96.11  | 6 149.97  |
| 2010年11月26日 - 28日  | ISUグランプリシリーズ エリック・ボンパール杯（パリ） | 3 54.02  | 3 103.40 | 3 157.42  |
| 2010年11月9日 - 14日   | 2010年アイスチャレンジ（グラーツ）                   | 1 54.60  | 1 98.61  | 1 153.21  |
| 2010年10月22日 - 24日  | ISUグランプリシリーズ NHK杯（名古屋）                | 7 50.49  | 5 7.82   | 7 148.31  |
| 2010年9月22日 - 25日   | 2010年ネーベルホルン杯（オーベルストドルフ）         | 7 41.43  | 5 87.60  | 5 129.03  |

| 2009-2010 シーズン    |                                                    |          |          |           |
| 開催日                | 大会名                                             | SP       | FS       | 結果      |
| 2010年3月23日 - 24日  | 2010年世界フィギュアスケート選手権（トリノ）       | 14 49.74 | 12 93.24 | 14 142.98 |
| 2010年2月14日 - 15日  | バンクーバーオリンピック（バンクーバー）           | 17 45.46 | 15 93.28 | 17 138.74 |
| 2010年1月19日 - 20日  | 2010年ヨーロッパフィギュアスケート選手権（タリン） | 9 50.66  | 9 92.10  | 9 142.76  |
| 2009年12月18日 - 19日 | ドイツフィギュアスケート選手権（マンハイム）       | 1 51.86  | 1 95.30  | 1 147.16  |
| 2009年11月5日 - 6日   | 2009年オンドレイネペラメモリアル（ピエシュチャニ） | 1 50.29  | 1 89.51  | 1 139.80  |
| 2009年10月30日 - 31日 | 2009年アイスチャレンジ（グラーツ）                 | 4 52.20  | 3 98.08  | 4 150.28  |
| 2009年9月24日 - 25日  | 2009年ネーベルホルン杯（オーベルストドルフ）       | 6 49.30  | 8 92.66  | 7 141.96  |

| 2008-2009 シーズン    |                                                        |          |          |           |
| 開催日                | 大会名                                                 | SP       | FS       | 結果      |
| 2009年3月24日 - 25日  | 2009年世界フィギュアスケート選手権（ロサンゼルス）     | 15 46.58 | 15 79.38 | 15 125.96 |
| 2009年1月20日 - 25日  | 2009年ヨーロッパフィギュアスケート選手権（ヘルシンキ） | 9 45.20  | 8 84.47  | 8 129.67  |
| 2008年12月18日 - 21日 | ドイツフィギュアスケート選手権（オーベルストドルフ）   | 4 47.34  | 4 81.87  | 4 129.21  |

## プログラム使用曲
| シーズン  | SP | FS | EX                                       |
| --------- | --- | --- | ---------------------------------------- |
| 2013-2014 | November Rain 作曲：ガンズ・アンド・ローゼズ 演奏：デイヴィッド・ギャレット 振付：アンジェリカ・クリロワ                 | 映画『ロード・オブ・クエスト ドラゴンとユニコーンの剣』より 作曲：スティーブ・ジャブロンスキー 振付：パスカーレ・カメレンゴ |                                          |
| 2012-2013 | ミュージック 作曲：ジョン・マイルズ                                                                                      | 映画『ロード・オブ・クエスト ドラゴンとユニコーンの剣』より 作曲：スティーブ・ジャブロンスキー 振付：パスカーレ・カメレンゴ |                                          |
| 2011-2012 | ミュージック 作曲：ジョン・マイルズ                                                                                      | 映画『ロード・オブ・クエスト ドラゴンとユニコーンの剣』より 作曲：スティーブ・ジャブロンスキー 振付：パスカーレ・カメレンゴ | Mit 66 Jahren ボーカル：ウド・ユルゲンス |
| 2010-2011 | ロクサーヌのタンゴ 映画『ムーラン・ルージュ』より 作曲：スティング                                                       | 映画『プリンス・オブ・ペルシャ』より 作曲：ハリー・グレッグソン＝ウィリアムズ                                               | Symphonie 曲：Silbermond                 |
| 2009-2010 | ジャズ・マシーン 映画『ダンス・ウィズ・ミー』より 演奏：ブラックマシーン ムーヴトゥザビッグバンド 曲：ベン・リーブランド | アレキサンダー 曲：ヴァンゲリス                                                                                             |                                          |
| 2008-2009 | ジャズ・マシーン 映画『ダンス・ウィズ・ミー』より 演奏：ブラックマシーン ムーヴトゥザビッグバンド 曲：ベン・リーブランド | アレキサンダー 曲：ヴァンゲリス                                                                                             |                                          |